# Егідіюс Каваляускас
Егідіюс Каваляускас (лит. Egidijus Kavaliauskas; 29 червня 1988, Каунас) — литовський професійний боксер, призер чемпіонату світу серед аматорів.

## Аматорська кар'єра
Егідіюс Каваляускас займався боксом з юних років. 2004 та 2005 року він став бронзовим призером чемпіонатів Європи серед юніорів.
На чемпіонаті світу 2007 в категорії до 64 кг програв в другому поєдинку Едуарду Амбарцумяну (Вірменія).
Кваліфікувався на Олімпійські ігри 2008, на яких програв у першому бою Алексісу Вастін (Франція) — 2-13.
На чемпіонаті Європи 2008 програв в другому бою Едуарду Амбарцумяну (Вірменія).
На чемпіонаті світу 2009 здобув три перемоги, а у чвертьфіналі програв Френкі Гомесу (США).
На чемпіонаті Європи 2010 в категорії до 69 кг програв в другому бою.
На чемпіонаті світу 2011 завоював бронзову медаль.
- В 1/32 фіналу переміг Мехмет Турсун Чонга (Китай) — 20-16
- В 1/16 фіналу переміг Роберта Білика (Чехія) — 15-4
- В 1/8 фіналу переміг Роя Шихена (Ірландія) — 11-7
- У чвертьфіналі переміг Фреда Еванса (Уельс) — RSCH 2
- У півфіналі програв через травму Серіку Сапієву (Казахстан) — AB 2

На Олімпійських іграх 2012 програв у першому бою  Фреду Евансу (Уельс) — 7-11.

## Професіональна кар'єра
16 березня 2013 року Егідіюс Каваляускас провів перший бій на професійному рингу. Впродовж 2013—2017 років провів 18 переможних боїв на профірингу, завоювавши титул WBC-NABF у напівсередній вазі.
14 грудня 2019 року вийшов на бій за титул чемпіона світу за версію WBO в напівсередній вазі проти діючого непереможного чемпіона Теренса Кроуфорда. Каваляускас непогано розпочав бій, але в другій половині бою виглядав стомленим. У сьомому раунді він побував у нокдауні, а у дев'ятому після ще одного нокдауну чемпіон здобув перемогу технічним нокаутом.
14 серпня 2021 року в бою проти непереможного нокаутера чемпіона WBA Gold у напівсередній вазі Верджила Ортіса Егідіюс Каваляускас зазнав другої поразки технічним нокаутом, п'ять разів по ходу бою побувавши у нокдаунах.